# Ida jamesiorum
Ida  jamesiorum es una especie de orquídea epifita o, a veces,  de hábito terrestre. Es originaria de Perú.

## Características
Es una orquídea de tamaño pequeño, prefiere el clima cálido al frío, es de hábitos epífitas o terrestres con pseudobulbos cortos y delgados, que tiene espinas muy pequeñas. Llevan  2, 3 y a veces 4 hojas largas y estrechas , plegadas, estrechándose gradualmente en la base, pecioladas. Florece en el verano en una inflorescencia erecta de 4 hasta 11,5 cm de largo, con flores solitarias y fragantes que huelen a espárrago.

## Distribución y hábitat
Se encuentra en Perú en los bosques húmedos de montaña en alturas de 1400 a 2400 metros.